# روبرت كامبل (سياسي)
روبرت كامبل (بالإنجليزية: Robert Campbell)‏ هو سياسي أسترالي، ولد في 5 أكتوبر 1804، وتوفي في 30 مارس 1859. انتخب عضو الجمعية التشريعية نيو ساوث ويلز وانتخب عضو المجلس التشريعي نيو ساوث ويلز عن دائرة Electoral district of City of Sydney ‏ (1856 – 30 مارس 1859).